# Bonnard, Pierre et Marthe
Bonnard, Pierre et Marthe is een Franse biografische romantische film uit 2023, geregisseerd en geschreven door Martin Provost.

## Verhaal
De film volgt het leven van de Franse schilder Pierre Bonnard (1867-1947) en zijn vrouw Maria Boursin (die zich Marthe de Meligny liet noemen) (1869-1942) gedurende vijf decennia. De schilder kreeg in zijn geboorteland de bijnaam "peintre du bonheur" (schilder van het geluk) Hij schilderde het portret van zijn vrouw, een zelfverklaarde aristocraat, in meer dan een derde van zijn schilderijen. Beschouwd als een van de grootste Franse schilders van de 20e eeuw, wijdde hij zich aan het impressionisme en abstractie in zijn werken. Hiervoor gebruikte Bonnard felle kleuren en beeldde hij taferelen uit het dagelijks leven af. Samen met andere kunstenaars richtte hij in 1888 de groep Les Nabis op. De kunstenaar bedroog Marthe, maar kwam altijd bij haar terug totdat hij in alle stilte in 1925 met haar trouwde. Later werd Marthe geestelijk ziek en na haar dood in 1942 liet Pierre hun slaapkamer intact achter.

## Rolverdeling
| Acteur                    | Personage        |
| ------------------------- | ---------------- |
| Cécile de France          | Marthe Bonnard   |
| Vincent Macaigne          | Pierre Bonnard   |
| Stacy Martin              | Renée            |
| Anouk Grinberg            | Misia            |
| André Marcon              | Claude Monet     |
| Hélène Alexandridis       | Alice Hoschedé   |
| Grégoire Leprince-Ringuet | Édouard Vuillard |
| Peter Van den Begin       | Alfred Edwards   |

## Productie
Bonnard, Pierre et Marthe ging op 21 mei 2023 in première op het Filmfestival van Cannes buiten competitie.